# Boegotak
Boegotak (Russisch: Буготак, lett. eenzame steppeberg) was een muziekgroep uit de Russische stad Novosibirsk in Zuid-Siberië die folkrock en wereldmuziek maakte in het Russisch en Siberische talen en dialecten, zoals het Starozjilisch, Oiratisch, Koeznetsk-Tataars en het Boerjatisch.

## Geschiedenis
Boegotak begon vanaf 1998 onofficieel haar muziek te verspreiden op internet, maar maakte haar bestaan als groep pas officieel bekend in 2004, na een serie succesvolle concerten in Novosibirsk en omliggende steden op festivals als Sajanskoje koltso en Zjivaja Voda. Sindsdien was de groep op verschillende festivals in Rusland te zien. In 2009 werd een eerste tournee gehouden in Rusland.
Enkele liedjes van de groep zijn gebruikt in de Russische tekenfilmserie Gora samotsvetov.
In de herfst van 2010 besloot de groep om de concertactiviteit voor onbepaalde tijd op te schorten. Tijdens een interview in 2014 zei oprichter Georgi Andrianov dat het helemaal niet de bedoeling was geweest voor de groep om op festivals te spelen en een gemiddeld publiek te vermaken.

## Samenstelling
De groep bestond uit oprichter Georgi Andrianov (onder andere programmering, gitaar, vocalen inclusief boventoonzang, Kazachse dombra en Mongoolse morin khuur, Russische vargan), Vladimir Gloesjko (slagwerk, percussie, sampling), Irina Smirnova (diskjockey) en Taras Ablamski (basgitaar) met daarnaast een wisselende groep van musici.

## Discografie
- 2005 - Siberian Tales
- 2006 - Kaverlar (Russisch: Каверлар)
- 2007 - Tsjelovek iz Tajgi (Russisch: Человек из Тайги)
- 2009 - Kolesa dolzjny vrasjtsjatsja (Russisch: Колеса должны вращаться)